# Michelangelo Rampulla
Michelangelo Rampulla (Patti, 10 de agosto de 1962) é um ex-futebolista e treinador de futebol italiano que atuava como goleiro.
Foi revelado pelo Pattese, time amador de sua cidade natal, chegando aos profissionais em 1979. Após uma temporada, assinou com o Varese, onde permaneceu por três anos (1980-83).
Jogaria ainda por Cesena e Cremonese, sendo que neste último atuou em 241 jogos e marcou um gol, contra a Atalanta. Desempenho suficiente para que Rampulla fosse contratado pela Juventus em 1992, para preencher a vaga deixada por Stefano Tacconi, às turras com a equipe após ter sido preterido em favor do então jovem Angelo Peruzzi.
Em dez anos na Juve, foram apenas 49 jogos, geralmente quando Peruzzi se lesionava. Com a conquista de seu quarto título no Campeonato Italiano (os outros vieram em 1994-95, 1996-97 e 1997-98), Rampulla anunciou sua aposentadoria aos 39 anos.

## Seleção
Pela Seleção Italiana de Futebol principal, Rampulla nunca foi convocado, tendo sua presença na Azzurra resumida à categoria sub-21, onde fez parte do elenco que disputou duas Eurocopas da modalidade (1982 e 1984).

## Carreira como técnico
Após sua aposentadoria, Rampulla seguiu vinculado à Juventus, desta vez como preparador de goleiros da "Vecchia Signora", onde permaneceu até 2010. Em julho de 2011, assumiu o comando técnico do Derthona, time da Série D nacional. Cinco meses depois, teve o contrato rescindido.
No ano seguinte, foi contratado como novo preparador de goleiros do Guangzhou Evergrande, reencontrando seu compatriota Marcello Lippi, que o havia comandado entre 1994 e 1999 e entre 2001 e 2002.

## Títulos
Juventus
- Serie A: 1994–95, 1996–97, 1997–98, 2001–02 e 2002–03
- Copa da Itália: 1994-95
- Supercopa da Itália: 1995, 1997
- UEFA Champions League: 1995–96
- UEFA Cup: 1992–93
- UEFA Super Cup: 1996
- Intercontinental Cup: 1996
- UEFA Intertoto Cup: 1999

### Individual
- Premio Nazionale Carriera Esemplare "Gaetano Scirea": 1999[3]